# Passiflora serratodigitata
Passiflora serratodigitata L. – gatunek rośliny z rodziny męczennicowatych (Passifloraceae Juss. ex Kunth in Humb.). Występuje naturalnie w Kolumbii i Ekwadorze. Według innych źródeł rośnie także na Portoryko, Haiti, w Peru, Boliwii oraz Brazylii (w stanach Amazonas, Pará, Rondônia i Mato Grosso).

## Morfologia
PokrójZdrewniałe, trwałe, nagie liany.
Liście5-klapowane, sercowate u podstawy. Mają 8–13 cm długości oraz 13–18 cm szerokości. Ząbkowane, ze spiczastym wierzchołkiem. Ogonek liściowy jest nagi i ma długość 40–110 mm. Przylistki są liniowe.
KwiatyPojedyncze. Działki kielicha są podłużnie liniowe, mają 2–7 cm długości. Płatki są podłużne, mają 2–3 cm długości. Przykoronek ułożony jest w trzech rzędach, niebieski, ma 1–30 mm długości.
OwoceSą kulistego kształtu. Mają 5–6 cm średnicy.